# Антофагаста (провінція)
Провінція Антофаґаста (ісп. Provincia de Antofagasta) — провінція в Чилі у складі області Антофагаста. Адміністративний центр — Антофагаста.
Провінція адміністративно розділена на 4 комуни.
Площа території провінції — 67 813,5 км². Населення — 318 779 осіб. Щільність населення — 4,7 осіб/км².

## Географія
Провінція розташована у центрі і на півдні області Антофагаста.
Провінція межує:
- На півночі — з провінцією Токопілья;
- На північному сході — з провінцією Ель-Лоа;
- На південному сході — з провінцією Сальта (Аргентина);
- На півдні — з провінцією Чаньяраль;

На заході провінції — узбережжя Тихого океану.

## Адміністративний поділ
Провінція адміністративно розділена на 4 комуни:
- Антофаґаста. Адміністративний центр — Антофаґаста.
- Мехільйонес. Адміністративний центр — Мехільйонес.
- Сьєрра-Горда. Адміністративний центр — Сьєрра-Горда.
- Тальталь. Адміністративний центр — Тальталь.

## Демографія
Згідно з відомостями, зібраними у ході перепису 2002 року Національним інститутом статистики (INE), населення провінції становить:
| Все населення | 318 779 осіб | 100 % |
| ------------- | ------------ | ----- |
| Міське        | 313 244      | 98,26 |
| Сільське      | 5535         | 1,74  |
| Чоловіки      | 165 847      | 52,03 |
| Жінки         | 152 932      | 47,97 |

Щільність населення — 4,70 осіб/км². Населення провінції становить 2,11% від населення країни.

## Найбільші населені пункти
| № | Населений пункт     | Категорія | Населення осіб (2002) | Чоловіче населення осіб | Жіноче населення осіб | Територія км² |
| - | ------------------- | --------- | --------------------- | ----------------------- | --------------------- | ------------- |
| 1 | Антофаґаста         | місто     | 285255                | 142686                  | 142569                | 43,54         |
| 2 | Тальталь            | місто     | 9564                  | 4838                    | 4726                  | 3,45          |
| 3 | Естасьйон-Сальвідар | місто     | 9053                  | 8811                    | 242                   | 0,12          |
| 4 | Мехільйонес         | місто     | 7825                  | 4162                    | 3663                  | 4,67          |
| 5 | Серро-Морено        | селище    | 1459                  | 841                     | 618                   | 1,18          |
| 6 | Бакедано            | село      | 825                   | 510                     | 315                   |               |
| 7 | Сьєрра-Горда        | село      | 428                   | 228                     | 200                   |               |